# Denys Skeps'kyj
Denys Volodymyrovyč Skeps'kyj (in ucraino Денис Володимирович Скепський?; traslitterazione anglosassone: Denys Volodymyrovych Skepskyi; Černihiv, 5 luglio 1987) è un calciatore ucraino, centrocampista o ala del Lisne.

## Carriera

### Club
Kulyk ha iniziato a giocare nelle giovanili dello Junist Chernihiv, Desna Chernihiv per poi trasferirsi nelle giovanili del Dynamo Kyïv. Nel 2006 passa al Dinamo Mosca per poi giocare per il Volgar' Astrachan'. Ha giocato anche per Metalurh Zaporižžja, Belšyna, Poltava. Nel 2013 gioca per Torpedo Mosca, Sachalin, Čerkas'kyj Dnipro, Mykolaïv. Nel 2018 gioca anche per la squadra del Polіssja Žytomyr, Shevardeni-1906, Viktorija Mykolaïvka. Nel 2022 si gioca 15 partite per il Nyva Buzova e nell'estate 2023 passa al Kudrivka  appena promosso in Druha Liha.

### Nazionale
Ha giocato nelle nazionali giovanili ucraine Under-18, Under-19 ed Under-21.

## Statistiche

### Presenze e reti nei club
Statistiche aggiornate al 18 febbraio 2024.
| Stagione        | Squadra         | Campionato      | Campionato | Campionato | Coppe nazionali | Coppe nazionali | Coppe nazionali | Coppe continentali | Coppe continentali | Coppe continentali | Altre coppe | Altre coppe | Altre coppe | Totale | Totale |
| Stagione        | Squadra         | Comp            | Pres       | Reti       | Comp            | Pres            | Reti            | Comp               | Pres               | Reti               | Comp        | Pres        | Reti        | Pres   | Reti   |
| --------------- | --------------- | --------------- | ---------- | ---------- | --------------- | --------------- | --------------- | ------------------ | ------------------ | ------------------ | ----------- | ----------- | ----------- | ------ | ------ |
| 2023-2024       | Kudrivka        | DL              | 17         | 3          | CU              | 3               | 0               |                    | -                  | -                  |             | -           | -           | 18     | 6      |
| Totale carriera | Totale carriera | Totale carriera | 17         | 3          |                 | 3               | 0               |                    | -                  | -                  |             | -           | -           | 20     | 3      |

## Palmarès

### Club
- Druha Liha: 1

Nyva Buzova: 2022-2023